# Ezüst celózia
Az ezüst celózia (Celosia argentea) a szegfűvirágúak rendjén (Caryophyllales) belül a disznóparéjfélék családjába (Amaranthaceae) tartozó celózia (Celosia) nemzetség egyik faja. Hazánkban igen közkedvelt dísznövény, falusi kertekben nagyon gyakori, hisz a sok más kerti növénnyel ellentétben igen igénytelen, palántázni nem kell, csak magról vetni, s azt is csak általában egyszer, hisz a következő évben az ősszel elhullott magok kikelnek. Virágzata sokféle színű lehet: a zöldestől egészen a sötétbordóig. Szára vaskos, lédús, levelei szórtan állnak a száron. Színe világoszöld, hajtása sima tapintású, szőröket nemigen visel. Magassága elérheti a 60–80 cm-t is.
Az európai kertekben már a reneszánsz korban is ültették ezt a növényt, a barokk kertművészet is igen kedvelte. Régi füveskönyvekben is igen gyakran ábrázolták.
Két változata gyakori:
- Celosia argentea var. cristata – tarajos celózia, vagy kakastaraj.[1]

Nevét jellegzetes, ellaposodott, tetején hullámos-karéjos, kakastarajra emlékeztető virágzatáról kapta. Nem tévesztendő össze a rendszertanilag jóval távolabb álló kakastaréj (Pedicularis) növénynemzetséggel és fajaival!
- Celosia argentea var. plumosa – tollas celózia.[1]

## Galéria

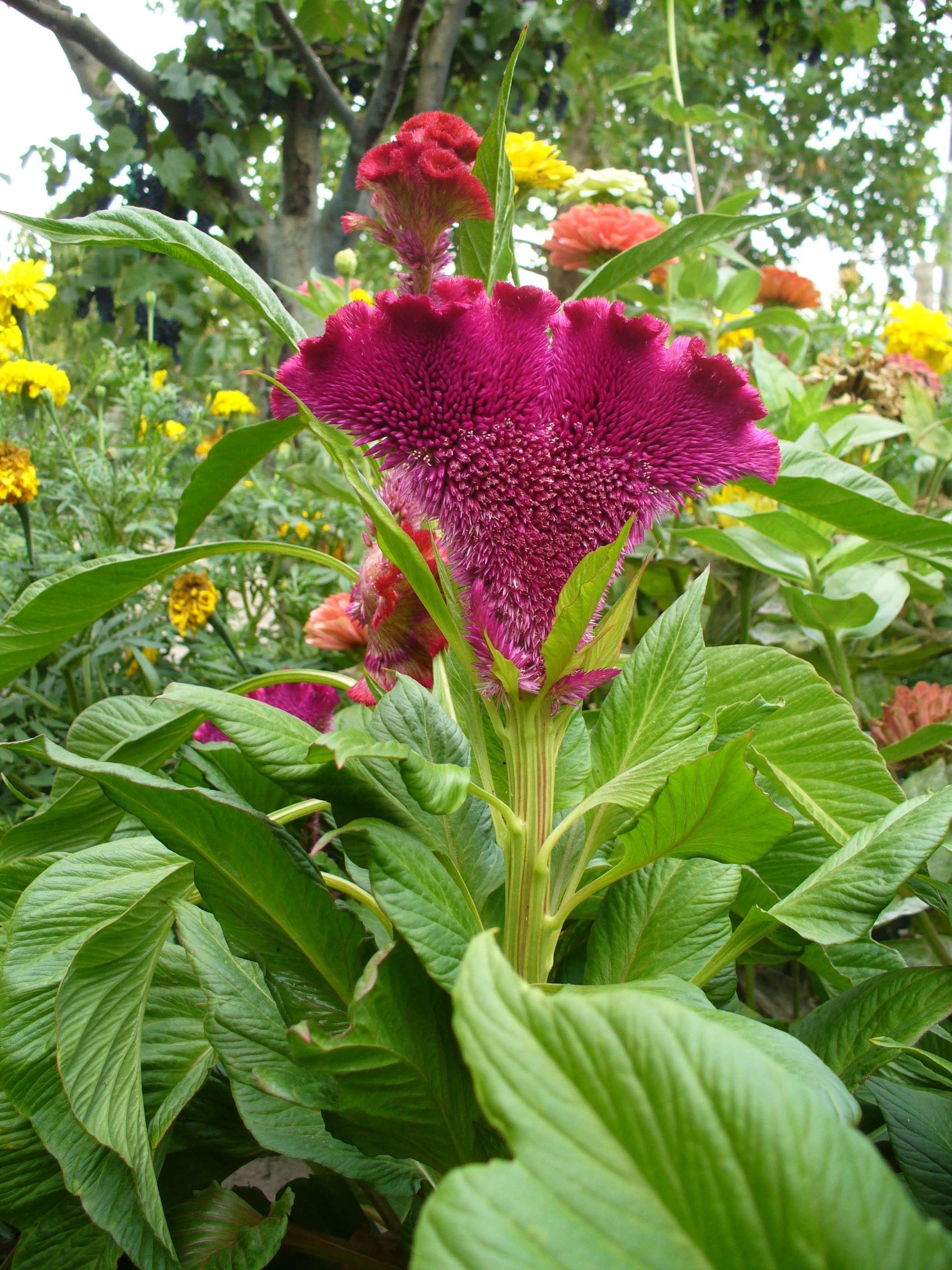
Kakastaraj, azaz tarajos celózia (Celosia argentea var. cristata)
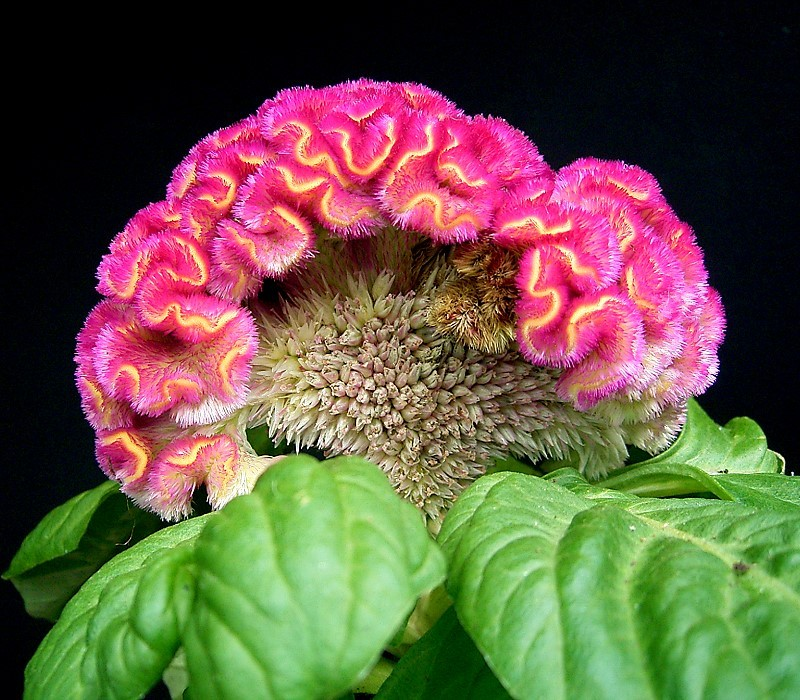
Kakastaraj, azaz tarajos celózia (Celosia argentea var. cristata)
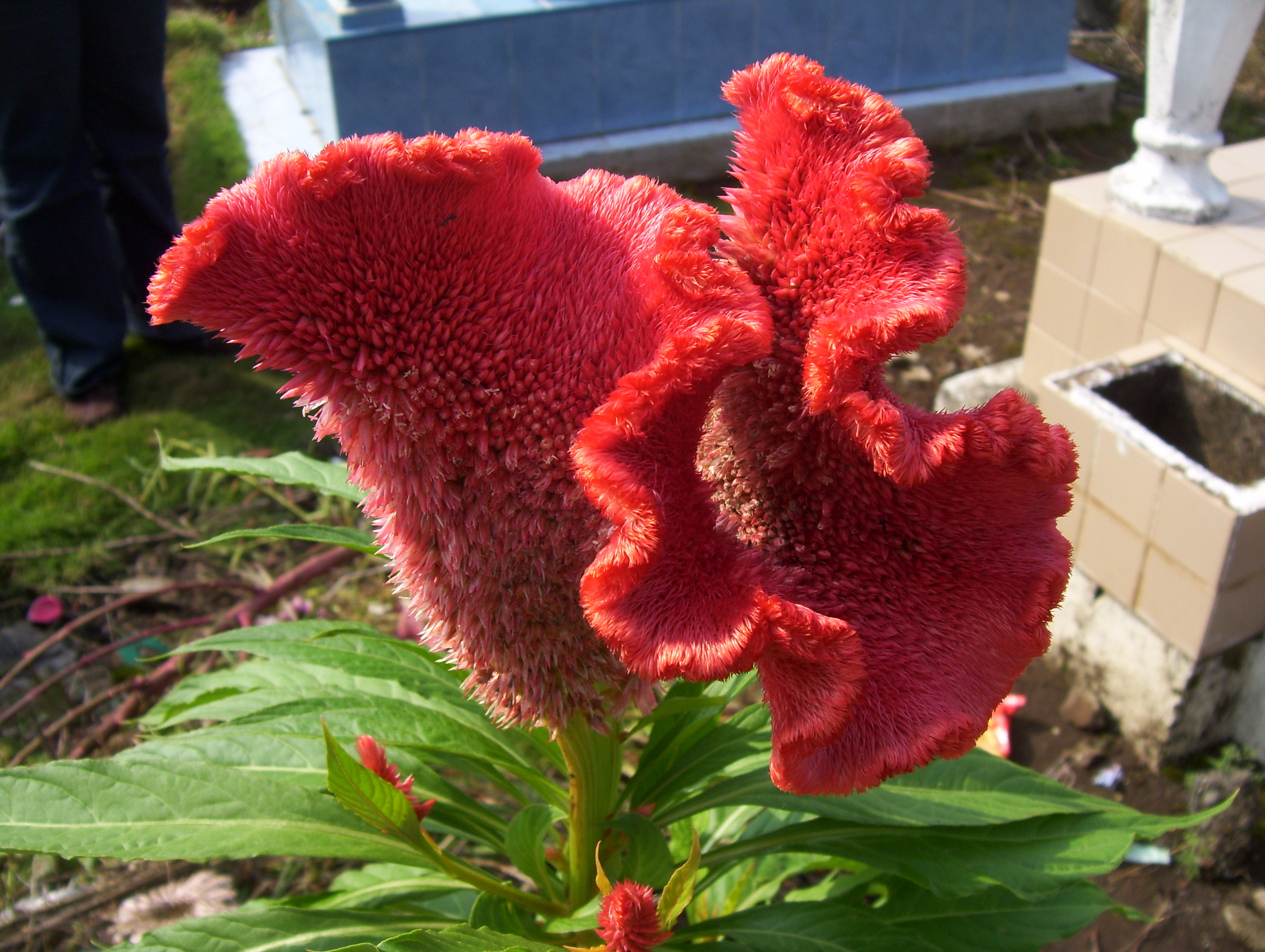
Kakastaraj, azaz tarajos celózia (Celosia argentea var. cristata)
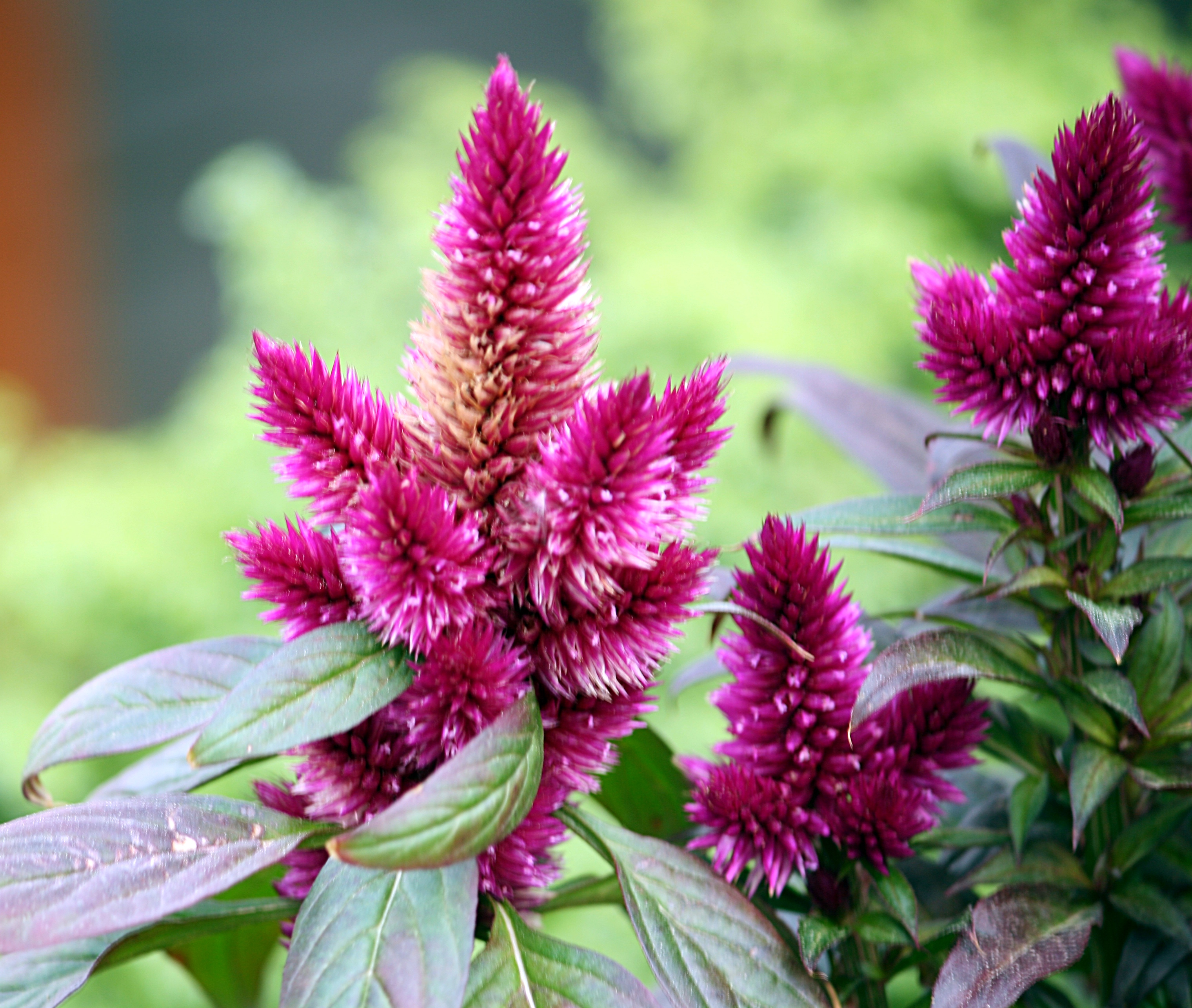
Tollas celózia (Celosia argentea var. plumosa)
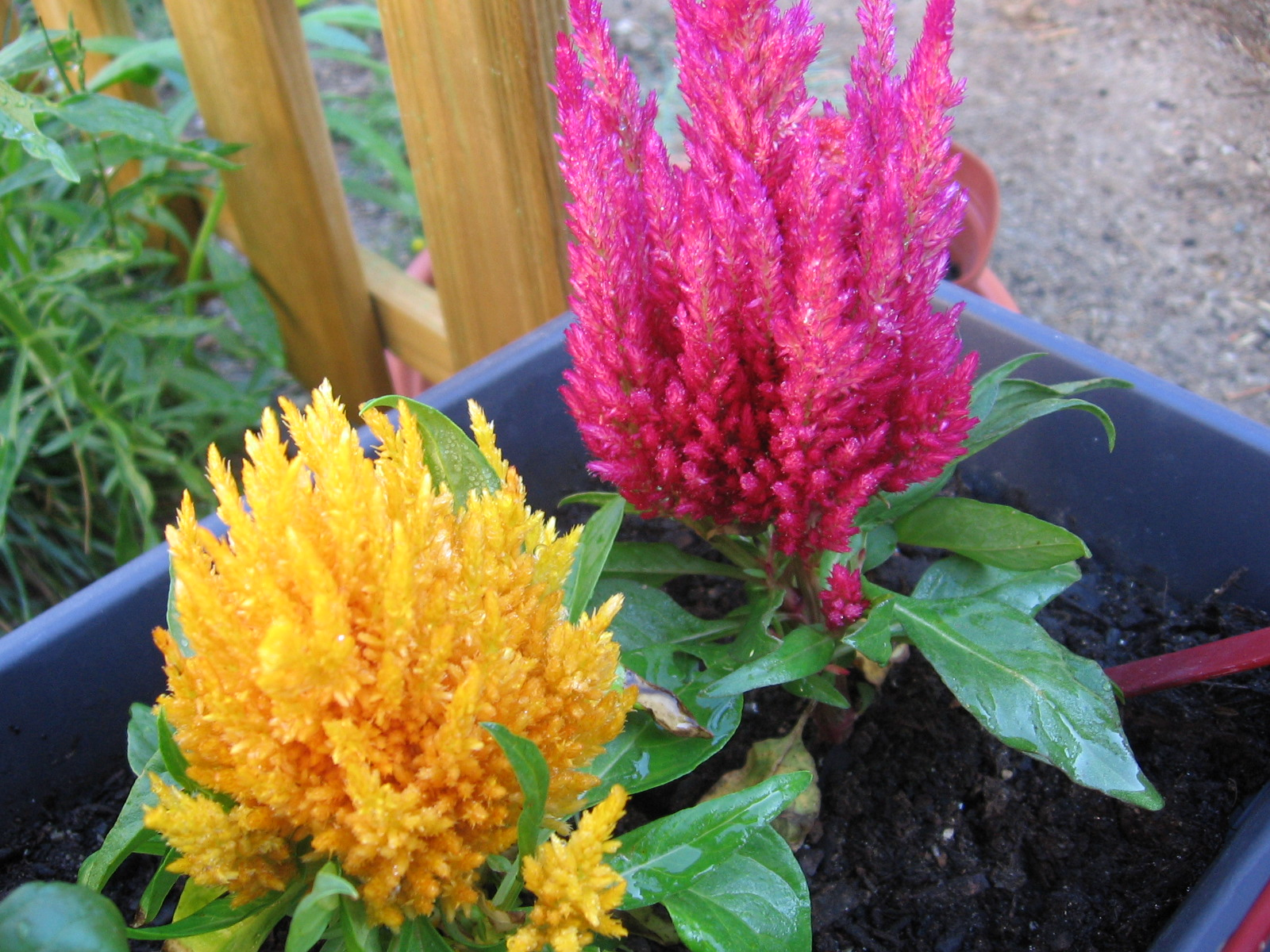
Tollas celózia (Celosia argentea var. plumosa)